# Diospyros iturensis
Diospyros iturensis là một loài thực vật có hoa trong họ Thị. Loài này được (Gürke) Letouzey & F.White mô tả khoa học đầu tiên năm 1969.